# Figura etymologica
Figura etymologica（文字通り訳せば「語源的文彩」）とは、同じ語源から派生した語を隣接して使う文彩（修辞技法）のこと。
- who exchanged the truth of God for a lie, and worshiped and served the creature rather than the Creator.（その者は神の真実を嘘に変え、創造主よりも創造物を崇め、仕えた。） - 『ローマの信徒への手紙』World English版1.25
- イタリア語: esta selva selvaggia e aspra e forte - ダンテ・アリギエーリ『神曲』地獄篇第1章

特筆すべきは、2つの語は純粋に違う言葉であることが求められ、さらにそれは同じ語の異なる屈折でないことである。たとえば、「Once I loved, but I love no more.（私はかって愛したが、もう二度と愛さない）」という文の場合、「loved」と「love」は明らかに語源的には関連あるが、ともに同じ語「love」の屈折なので、Figura etymologicaではないのである。